# Bauhinia aculeata
Bauhinia aculeata är en ärtväxtart som beskrevs av Carl von Linné. Bauhinia aculeata ingår i släktet Bauhinia och familjen ärtväxter.

## Underarter
Arten delas in i följande underarter:
- B. a. aculeata
- B. a. grandiflora